# Eddie Murphy (Eisschnellläufer)
Edward Lon „Eddie“ Murphy (* 1. Februar 1905 in La Crosse; † 20. September 1973 in Bellwood) war ein US-amerikanischer Eisschnellläufer.
Murphy zog als Kind nach Chicago und lernte dort das Schlittschuhlaufen. Bei den Olympischen Winterspielen 1928 in St. Moritz lief er auf den 14. Platz über 5000 m, auf den zehnten Rang über 500 m, sowie auf den fünften Platz über 1500 m. Vier Jahre später gewann er bei den Olympischen Winterspielen in Lake Placid Silber über 5000 m. Bei der folgenden Mehrkampf-Weltmeisterschaft in Lake Placid errang er den 16. Platz.

## Persönliche Bestleistungen
| Disziplin | Zeit        | Datum            | Ort         |
| --------- | ----------- | ---------------- | ----------- |
| 500 m     | 44,9 s      | 11. Februar 1928 | St. Moritz  |
| 1500 m    | 2:25,9 min  | 11. Februar 1928 | St. Moritz  |
| 5000 m    | 9:13,0 min  | 1928             |             |
| 10.000 m  | 20:06,2 min | 19. Februar 1932 | Lake Placid |